# Norton Commander
Norton Commander, NC, сленг. Нортон — файловый менеджер для DOS, первоначально разработанный американским программистом Джоном Сока-Лейалоха. Некоторые дополнительные компоненты были полностью или частично написаны другими людьми: Линда Дудиняк — Commander Mail, вьюеры; Питер Брэдин — Commander Mail; Кит Эрмел, Брайан Йодер — вьюеры. Программа была выпущена компанией Peter Norton Computing (глава — Питер Нортон), которая позже была приобретена корпорацией Symantec.

## История программы
Разработка велась с 1984 года (первоначально под названием VDOS). Первая версия была выпущена в 1986 году. В течение нескольких лет Norton Commander конкурировал по степени популярности с файловыми менеджерами PC Tools и XTree, однако уже с третьей версии Norton Commander вытеснил с PC-совместимых компьютеров эти программы.
В Советском Союзе и России наибольшее распространение получили версии 2.0 (1988), 3.0 (1989), 4.0 (1992). Популяризации программы немало способствовал учебник-бестселлер В. Э. Фигурнова «IBM PC для пользователя», в котором были подробно изложены возможности и приёмы работы с Norton Commander.
Третья версия программы породила целую серию расширений, патчей и улучшений, написанных третьими лицами без согласования с автором. К программе дописывались вьюеры, позволявшие просматривать файлы различных форматов, делались патчи, позволяющие копировать каталоги целиком, дописывались внешние плагины разного назначения.
Несмотря на то, что начиная с версии 4.0, программу разрабатывала целая команда программистов (в 1990 году фирма Peter Norton Computing была приобретена компанией Symantec), этот файловый менеджер постепенно начал утрачивать популярность. Был увеличен размер занимаемой им оперативной памяти (что было критично для операционной системы DOS), содержал ошибки, и, к тому же, начал вытесняться собственными клонами. Так, Volkov Commander, PIE Commander и DOS Navigator использовали визуально схожий с Norton Commander интерфейс, но при этом занимали меньший объём оперативной памяти и предоставляли гораздо больший ряд возможностей. Впоследствии сходные программы появились и на других операционных системах: Windows — FAR Manager, Total Commander, Linux — Midnight Commander, Krusader.
Команда Symantec продолжала борьбу за рынок, выпустив для DOS версии 5.0 (1995), 5.51 (1998) и для Windows версию 2.01. В Norton Commander 5.51 для DOS появилась поддержка длинных имен файлов при работе в Windows. Но большого распространения эти версии уже не получили, так как появившиеся к тому времени клоны и последователи программы Norton Commander обладали большими возможностями, а большинство новых пользователей предпочло использовать имеющийся файл-менеджер Windows.

### Norton Commander for Windows
Norton Commander for Windows 1.0 вышел ровно через десять лет после Norton Commander 1.0 для DOS — в 1996 году. Он работал в Windows 95 и Windows NT. Поддержка Windows 98 появилась в версии 1.02.
В 2000 году вышел Norton Commander for Windows 2.0, поддерживавший Windows 2000 и работавший также в Windows XP, Windows Vista и Windows 7. Его установщик включал в себя также Norton Network Utilities и Norton Commander Scheduler. Версия 2.1 стала последней версией Norton Commander for Windows.

## Функциональность
В Norton Commander была применена парадигма панелей: экран по вертикали делится на две большие равные зоны, в которых размещаются списки каталогов и файлов, имеющихся на дисковых устройствах компьютера. Выше панелей располагается строка меню, через которое можно настроить программу и выполнить некоторые операции (например, поиск файла). Ниже панелей находятся командная строка DOS и строка меню основных операций, которые также вызывались с помощью функциональных клавиш стандартной клавиатуры IBM PC:
- F1 — помощь;
F2 — настраиваемое пользовательское меню;
- F3 — просмотр текстового или двоичного файла;
F4 — редактирование текстового файла;
- F5 — копирование файлов или каталогов;
F6 — переименование/перемещение файла или каталога;
- F7 — создание каталога;
F8 — удаление файлов или каталогов;
- F9 — вход в верхнее меню;
F10 — выход из программы.

Отображение панелей и меню можно отключать в разных комбинациях. Имеется собственный скринсейвер.
Управление производится преимущественно с клавиатуры посредством клавиш-стрелок, функциональных клавиш, комбинаций «горячих клавиш», клавиши Enter; также поддерживается, но не является необходимой мышь. Основные функции, как видно из списка — копирование, удаление и переименование файлов, а также запуск исполняемого файла DOS — для этого достаточно установить на его имени курсор и нажать Enter (либо щёлкнуть мышью). Запустить наиболее часто используемые программы можно и через пользовательское меню, которое вызывается по клавише F2. Norton Commander имеет встроенные вьюер и простой полноэкранный редактор текстовых файлов. Имеются и некоторые другие функции, например, поиск файлов по маске.
Таким образом, Norton Commander предоставляет достаточно эргономичный и интуитивный интерфейс по операциям с данными и запуску пользовательских программ, избавляя пользователя от применения команд DOS и тем самым — сильно ускоряя и упрощая его работу (при этом командная строка DOS не маскируется и всё время доступна.) Это предопределило длительный успех программы.

## Культурное значение
Введённая программой парадигма работы с файлами (две одинаковые панели, между которыми происходят операции; основные команды выполняются по функциональным клавишам) до сих пор применяется во многих файловых менеджерах: Midnight Commander, FAR Manager, Total Commander, Double Commander и др., которые образовали целый класс программ — двухпанельные файловые менеджеры. Причём клавиши F3—F8, а также некоторые комбинации «горячих клавиш» имеют в них, как правило, такое же предназначение, что и в Norton Commander.
Norton Commander внёс в русский язык пару новых слов — «нортон» и «коммандер» в течение некоторого времени были в жаргоне пользователей ПК синонимами словосочетания «файловый менеджер».

## В образовании
Программа Norton Commander широко использовалась в школьном предмете Информатика.

## Современные аналоги Norton Commander
1. Commander One
2. Double Commander
3. FAR Manager
4. Midnight Commander
5. Multi Commander
6. Total Commander
7. trolCommander
8. Unreal Commander
9. Altap Salamander